# Jerzy Bajdor
Jerzy Bajdor (ur. 4 lipca 1933 w Kielcach, zm. 1999) – polski działacz państwowy i kulturalny, dziennikarz, p.o. kierownika Komitetu do spraw Radia i Telewizji „Polskie Radio i Telewizja” (1982–1983), podsekretarz stanu w Ministerstwie Kultury i Sztuki (1983–1989).

## Życiorys
Syn Władysława i Marii. Pomiędzy 1949 a 1956 działał w Związku Młodzieży Polskiej, a w 1955 wstąpił do Polskiej Zjednoczonej Partii Robotniczej. W 1954 ukończył polonistykę na Uniwersytecie Wrocławskim, od 1955 do 1956 był asystentem na tej uczelni.
Udzielał się m.in. jako krytyk teatralny. Pełnił funkcję zastępcy redaktora naczelnego tygodnika „Nowe Sygnały” (1956–1958) i redaktora naczelnego tygodnika „Odra” (1958–1961). Od 1961 do 1966 kierownik literacki Teatru Współczesnego we Wrocławiu, następnie do 1973 redaktor naczelny Ośrodka Telewizyjnego we Wrocławiu (1966–1973) i Komitetu ds. Radia i Telewizji „Polskie Radio i Telewizja” (1973). Od 1973 do 1977 dyrektor Zespołu Programu i Rozpowszechniania w Naczelnym Zarządzie Kinematografii. W ramach tej funkcji zajmował się m.in. organizacją Festiwalu Polskich Filmów Fabularnych oraz został kierownikiem literackim w Studiu Filmowym „Kadr”. Następnie komentator „Trybuny Ludu” i od 1979 do 1980 zastępca redaktora naczelnego „Literatury”. W 1980 powrócił do pracy w Radiokomitecie, do 1982 był dyrektorem generalnym ds. programów artystycznych, a od grudnia 1982 do maja 1983 p.o. kierownika. Od 27 kwietnia 1983 do 18 maja 1989 podsekretarz stanu w Ministerstwie Kultury i Sztuki odpowiedzialny m.in. za przemysł filmowy, jednocześnie od 14 września 1987 szef nowo utworzonego Komitetu Kinematografii. W 1989 uległ ciężkiemu wypadkowi. Po zmianie ustroju kontynuował pracę w sektorze kinematograficznym.

## Wyróżnienia
W 1969 odznaczony Nagroda im. Boya-Żeleńskiego za działalność publicystyczną w dziedzinie krytyki teatralnej w „Gazeta Robotniczej” we Wrocławiu. W 1955 otrzymał Srebrny Krzyż Zasługi.